# モニカ・ベルッチ
モニカ・ベルッチ（Monica Bellucci, 1964年9月30日 - ）は、イタリア出身の女優、ファッションモデル。その美しさから「イタリアの宝石」といわれる。

## 略歴
ウンブリア州ペルージャ県チッタ・ディ・カステッロ出身。父親は貨物関連会社の社長、母親は画家。弁護士になるためペルージャ大学在学中、学費を稼ぐためにモデルを始めた。1988年にミラノに移り、エリート・モデル・マネジメントと契約。翌年にはイタリアだけでなくパリやニューヨークでも活躍するようになる。
モデル業の傍ら演技の勉強もはじめ、1990年に女優として映画デビュー。1992年にはアメリカ映画『ドラキュラ』に出演。その後フランス・イタリア・ハリウッドと幅広く活躍している。
2012年にはドルチェ&ガッバーナの化粧品キャンペーンでモデルを務めた。

### プライベート
1999年に俳優のヴァンサン・カッセルと結婚、2004年に第一子を、2010年に第二子を出産。第一子の出産前にイタリア版『ヴァニティ・フェア』誌上で、妊婦姿で撮影された妊婦ヌードになった。これは、近年イタリアで、未婚女性・同性愛の女性・出産適齢期を大幅に過ぎている女性への人工授精治療を禁止した法律が施行されたことへの抗議のためであるという。第二子出産前の2010年3月24日発売の同誌イタリア版表紙にも妊婦姿で登場し、人工授精を禁止した法律への抗議の意志を示している。
2013年にヴァンサンとの離婚が発表された。
イタリア語、フランス語、英語が流暢なほか、ペルシャ語で演技した経験もある。

## 主な出演作品
| 公開年 | 邦題 原題                                                                | 役名                              | 備考                                | 吹き替え                                            |
| ------ | ------------------------------------------------------------------------ | --------------------------------- | ----------------------------------- | --------------------------------------------------- |
| 1992   | モニカ・ベルッチの情事 La Riffa                                          | フランチェスカ                    |                                     | 田中敦子                                            |
| 1992   | モニカ・ベルッチのエッチなだけじゃダメかしら? Ostinato destino           | マリナ / アンジェラ               |                                     | 魏涼子                                              |
| 1992   | ドラキュラ Dracula                                                       | ドラキュラの花嫁                  |                                     | 台詞なし                                            |
| 1996   | アパートメント L'Appartement                                             | リサ                              |                                     | （吹き替え版なし）                                  |
| 1997   | ドーベルマン Dobermann                                                   | ナタリー                          |                                     |                                                     |
| 1998   | モニカ・ベルッチ/ジュリア L'ultimo capodanno                             | ジュリア                          |                                     | 田中敦子                                            |
| 1999   | ライク・ア・フィッシュ Comme un poisson hors de l'eau                    | Myrtille                          |                                     |                                                     |
| 1999   | アンルーリー/復讐の街 Mediterranees                                      | マルグリット                      |                                     |                                                     |
| 2000   | アンダー・サスピション Under Suspicion                                   | シャンタル・ハースト              |                                     | 田中敦子（ソフト版） 千島楊子（テレビ東京版）       |
| 2000   | ストリッパー/パリ18区 Franck Spadone                                     | ラウラ                            |                                     |                                                     |
| 2000   | マレーナ Malena                                                          | マレーナ                          |                                     | 勝生真沙子                                          |
| 2001   | ジェヴォーダンの獣 Le Pacte des loups                                    | シルヴィア                        |                                     | 勝生真沙子                                          |
| 2002   | ミッション・クレオパトラ Asterix & Obelix : Mission Cleopatre            | クレオパトラ                      |                                     | 岡寛恵                                              |
| 2002   | アレックス Irréversible                                                  | アレックス                        |                                     | 田中敦子                                            |
| 2003   | ティアーズ・オブ・ザ・サン Tears of the Sun                              | リーナ・ケンドリックス            |                                     | 安藤麻吹                                            |
| 2003   | リメンバー・ミー RICORDATI DI ME                                         | アレッシア                        |                                     | 田中敦子                                            |
| 2003   | マトリックス リローデッド The Matrix Reloaded                            | パーセフォニー                    |                                     | 大坂史子（ソフト版） 塩田朋子（フジテレビ版）       |
| 2003   | マトリックス レボリューションズ The Matrix Revolutions                   | パーセフォニー                    |                                     | 大坂史子（ソフト版） きのしたゆうこ（フジテレビ版） |
| 2004   | パッション The Passion of the Christ                                     | マグダラのマリア                  |                                     | （吹き替え版なし）                                  |
| 2004   | スパイ・バウンド Agents secrets                                          | バーバラ / リザ                   |                                     |                                                     |
| 2004   | セレブの種 She Hate Me                                                   | シモーナ・ボナセラ                |                                     | （吹き替え版なし）                                  |
| 2005   | ブラザーズ・グリム The Brothers Grimm                                    | 鏡の女王                          |                                     | 高橋理恵子                                          |
| 2005   | ダニエラという女 Combien tu m'aimes ?                                    | ダニエラ                          |                                     | 田中敦子                                            |
| 2005   | ストーン・カウンシル Le concile de pierre                                | ローラ・シプリアン                |                                     | 田中敦子                                            |
| 2006   | 変人村 Sheitan                                                           | 吸血鬼                            |                                     | （吹き替え版なし）                                  |
| 2006   | ナポレオンの愛人 Napoleon and Me                                         | Baroness Emilia Speziali          |                                     |                                                     |
| 2007   | モニカ・ベルッチの恋愛マニュアル Manuale d'amore 2 (Capitoli successivi) | ルシア                            |                                     |                                                     |
| 2007   | シューテム・アップ Shoot 'Em Up                                          | ドンナ                            |                                     | 岡寛恵                                              |
| 2008   | マルセイユの決着 Le Deuxième Souffle                                     | マヌーシュ                        |                                     |                                                     |
| 2008   | ダブル・ボディー 愛と官能のルール L'UOMO CHE AMA                         | アルバ                            |                                     |                                                     |
| 2008   | 狂った血の女 Sanguepazzo                                                 | ルイーザ                          |                                     |                                                     |
| 2009   | 50歳の恋愛白書 The Private Lives of Pippa Lee                            | ジジ・リー                        |                                     | 日野由利加                                          |
| 2009   | ダブルフェイス 秘めた女 Ne Te Retourne Pas                               | ジャンヌ                          |                                     | （吹き替え版なし）                                  |
| 2009   | シチリア!シチリア! Baarìa                                                | レンガ職人の恋人                  |                                     | （吹き替え版なし）                                  |
| 2010   | 魔法使いの弟子 The Sorcerer's Apprentice                                 | モルガナ・ル・フェイ / ヴェロニカ |                                     | 五十嵐麗                                            |
| 2010   | トゥルース 闇の告発 The Whistleblower                                    | ローラ                            |                                     |                                                     |
| 2011   | 昼下がり、ローマの恋 Manuale d'am3re                                     | ヴィオラ                          |                                     | （吹き替え版なし）                                  |
| 2011   | 灼熱の肌 Un été brûlant                                                  | アンジェル                        |                                     |                                                     |
| 2012   | サイの季節 Fasle kargadan                                                | ミーナ                            |                                     |                                                     |
| 2015   | 007 スペクター Spectre                                                   | ルチア                            | ボンドガール                        | 五十嵐麗                                            |
| 2016   | オン・ザ・ミルキー・ロード On the Milky Road                             | 花嫁                              |                                     | （吹き替え版なし）                                  |
| 2019   | スパイダー・イン・ザ・ウェブ Spider in the Web                           | アンジェラ                        | 別題『巣の中のクモ』 日本劇場未公開 | 大谷理恵                                            |
| 2020   | 皮膚を売った男 The Man Who Sold His Skin                                 | ソラヤ                            |                                     | （吹き替え版なし）                                  |
| 2022   | MEMORY メモリー Memory                                                   | ダヴァナ・シールマン              |                                     | 笹島かほる                                          |
| 2024   | ビートルジュース ビートルジュース Beetlejuice Beetlejuice                | ドロレス                          |                                     | 沢城みゆき                                          |

## 参照
1. 1 2  “モニカ・ベルッチ、ドルチェ＆ガッバーナの限定版口紅でモデルに”. シネマトゥデイ. (2012年2月21日) 2013年5月22日閲覧。
2. ↑  http://www.filmreference.com/film/49/Monica-Bellucci.html
3. ↑  “It's Monica Mania”. (2003年3月10日).  オリジナルの2007年9月30日時点におけるアーカイブ。 {{cite news}}: 名無し引数「work Time Magazine」は無視されます。 (説明)⚠
4. ↑  Amy Lawrenson. "Monica Bellucci Dolce & Gabbana's new face." Elle, 17 February 2012
5. ↑  Silverman, Stephen M. (2004年9月14日). “"Passion" actress bellucci has baby girl”. People 2010年8月8日閲覧。
6. ↑  “Actress Monica Bellucci has baby girl”. Agence France-Presse. (2010年5月25日) 2010年8月8日閲覧。
7. ↑  “3度目の美ヌード！イタリアの宝石、モニカ・ベルッチが生後5か月の娘と雑誌上で再びヌードに！”. シネマトゥデイ. (2010年10月30日) 2013年5月22日閲覧。
8. ↑  “Actresses fight Pope over fertility”. The Times. (2005年6月4日)
9. ↑  Actress Monica Bellucci is not to be underrated - Toronto Sun
10. ↑  “M・ベルッチ＆L・セドゥ、2人のボンドガールに迫る「007」特別映像”.   映画ナタリー (2015年8月13日). 2015年9月9日閲覧。